# Un incroyable talent
Pour plus de détails, voir Fiche technique et Distribution.
Un incroyable talent (One Chance) est un film biographique britannique réalisé par David Frankel, sorti en 2013.

## Synopsis
Un incroyable talent raconte le parcours de Paul Potts , un timide vendeur de téléphones portables, qui espère depuis toujours se consacrer à sa passion, le chant lyrique. Mais afin de pouvoir réaliser son rêve, il va devoir quitter l'Angleterre pour une célèbre école de chant à Venise. Son voyage l’amènera à rencontrer l’amour, à affronter le regard des autres et surtout à avoir confiance en lui, au point de s’inscrire à une nouvelle émission de télévision Britain's Got Talent.

## Fiche technique
- Titre original : One Chance
- Titre français : Un incroyable talent
- Réalisation : David Frankel
- Scénario : Justin Zackham
- Directeur artistique : Nick Dent et James Wakefield
- Décors : Martin Childs
- Costumes : Colleen Kelsall
- Photographie : Florian Ballhaus
- Montage : Wendy Greene Bricmont
- Musique : Theodore Shapiro
- Production : Simon Cowell, Kris Thykier, Brad Weston et Michael Menchel
- Sociétés de production : Syco Entertainment ; Relevant Entertainment (coproduction)
- Sociétés de distribution : The Weinstein Company (États-Unis), Wild Bunch (France)
- Pays d'origine :  Royaume-Uni
- Langue originale : anglais
- Format : couleur – 2,35:1 – Dolby Digital – 35 mm
- Genre : biographie
- Durée : 103 minutes
- Dates de sortie : 
  - Canada : 29 septembre 2013 (Festival international du film de Toronto)
  - États-Unis : 14 octobre 2013 (Festival international du film de Hawaï)
  - Royaume-Uni : 25 octobre 2013
  - France : 3 juillet 2015 (VOD, DVD et Blu-ray)

## Distribution
- James Corden : Paul Potts
- Alexandra Roach : Julz Potts
- Julie Walters : Yvonne Potts
- Colm Meaney : Roland Potts
- Mackenzie Crook : Braddon
- Valeria Bilello : Alessandra
- Trystan Gravelle : Matthew
- Sion Tudor Owen : le chef de cœur
- Jemima Rooper : Hydrangea
- Alex Macqueen : Dr Thorpe
- Miriam Lucia : Signora Fiorentino
- Stanley Townsend (en) : Luciano Pavarotti
- Maria Del Monte : la grand-mère d'Alessandra
- Duccio Camerini : le père d'Alessandra
- Luca Fiamenghi : Gerhardt

## Distinction

### Nominations
- Festival international du film de Hawaï 2013
- Hollywood Makeup Artist and Hair Stylist Guild Awards 2013 :
  - Best Contemporary Makeup - Feature Films pour Christine Blundell et Donald McInnes
  - Best Contemporary Hair Styling - Feature Films pour Christine Blundell et Donald McInnes

- Festival du film britannique de Dinard 2014 : sélection avant-premières
- Golden Globes 2014 :
  - Meilleure chanson originale pour Jack Antonoff et Taylor Swift